# Citalahab (Karangjaya)
Citalahab is een bestuurslaag in het regentschap Tasikmalaya van de provincie West-Java, Indonesië. Citalahab telt 1691 inwoners (volkstelling 2010).